# Campionati statunitensi di sci alpino 1961
I Campionati statunitensi di sci alpino 1961 si svolsero a Pinkham Notch nel mese di marzo; furono assegnati i titoli di slalom gigante, slalom speciale e combinata, sia maschili sia femminili.

## Risultati

### Uomini

#### Slalom gigante
| Pos. | Atleta          | Nazione     |
| ---- | --------------- | ----------- |
| 1    | Gordon Eaton    | Stati Uniti |
| 2    | Marvin Moriarty | Stati Uniti |
| ?    |                 |             |

#### Slalom speciale
| Pos. | Atleta     | Nazione |
| ---- | ---------- | ------- |
| 1    | Rod Hebron | Canada  |
| ?    |            |         |
| ?    |            |         |
| ?    |            |         |

#### Combinata
| Pos. | Atleta     | Nazione |
| ---- | ---------- | ------- |
| 1    | Rod Hebron | Canada  |
| ?    |            |         |
| ?    |            |         |
| ?    |            |         |

### Donne

#### Slalom gigante
| Pos. | Atleta        | Nazione     |
| ---- | ------------- | ----------- |
| 1    | Nancy Holland | Canada      |
| 2    | Nancy Greene  | Canada      |
| 3    | Tammy Dix     | Stati Uniti |
| ?    |               |             |
| ?    |               |             |

#### Slalom speciale
| Pos. | Atleta       | Nazione     |
| ---- | ------------ | ----------- |
| 1    | Linda Meyers | Stati Uniti |
| 2    | Nancy Greene | Canada      |
| ?    |              |             |
| ?    |              |             |

#### Combinata
| Pos. | Atleta         | Nazione     |
| ---- | -------------- | ----------- |
| 1    | Nancy Holland  | Canada      |
| 2    | Vicki Rutledge | Canada      |
| 3    | Linda Meyers   | Stati Uniti |
| ?    |                |             |
| ?    |                |             |